# Lista över fornlämningar i Nyköpings kommun (Tuna)
Lista över fornlämningar i Nyköpings kommun (Tuna) är en förteckning av ett urval av de fornlämningar som finns i Tuna i Nyköpings kommun.
| Namn                           | Lämningstyp             | Tillkomsttid | Historisk indelning | Plats    | Läge                 | ID-nr          | Bild                                      |
| ------------------------------ | ----------------------- | ------------ | ------------------- | -------- | -------------------- | -------------- | ----------------------------------------- |
| Tuna 1:1                       | Hög                     |              | Tuna, Södermanland  |          | 58.749629, 16.852947 | 10038000010001 | Ladda upp en bild av detta fornminne      |
| Tuna 2:1                       | Stensättning            |              | Tuna, Södermanland  |          | 58.749483, 16.853700 | 10038000020001 | Ladda upp en bild av detta fornminne      |
| Tuna 2:2                       | Stensättning            |              | Tuna, Södermanland  |          | 58.749516, 16.853530 | 10038000020002 | Ladda upp en bild av detta fornminne      |
| Tuna 2:3                       | Stensättning            |              | Tuna, Södermanland  |          | 58.749399, 16.853491 | 10038000020003 | Ladda upp en bild av detta fornminne      |
| Tuna 3:1                       | Hög                     |              | Tuna, Södermanland  |          | 58.749380, 16.855390 | 10038000030001 | Ladda upp en bild av detta fornminne      |
| Tuna 5:1                       | Röse                    |              | Tuna, Södermanland  |          | 58.752107, 16.870952 | 10038000050001 | Ladda upp en bild av detta fornminne      |
| Tuna 5:2                       | Stensättning            |              | Tuna, Södermanland  |          | 58.752091, 16.870727 | 10038000050002 | Ladda upp en bild av detta fornminne      |
| Tuna 5:3                       | Stensättning            |              | Tuna, Södermanland  |          | 58.751735, 16.870437 | 10038000050003 | Ladda upp en bild av detta fornminne      |
| Tuna 6:1                       | Gravfält                |              | Tuna, Södermanland  |          | 58.742673, 16.865619 | 10038000060001 | Ladda upp en bild av detta fornminne      |
| Tuna 7:1                       | Grav- och boplatsområde |              | Tuna, Södermanland  |          | 58.741520, 16.866207 | 10038000070001 | Ladda upp en bild av detta fornminne      |
| Tuna 9:1                       | Gravfält                |              | Tuna, Södermanland  |          | 58.741766, 16.867397 | 10038000090001 | Ladda upp en bild av detta fornminne      |
| Tuna 10:1                      | Grav- och boplatsområde |              | Tuna, Södermanland  |          | 58.742641, 16.861985 | 10038000100001 | Ladda upp en bild av detta fornminne      |
| Tuna 11:1                      | Hög                     |              | Tuna, Södermanland  |          | 58.741570, 16.861867 | 10038000110001 | Ladda upp en bild av detta fornminne      |
| Tuna 15:1                      | Stensättning            |              | Tuna, Södermanland  |          | 58.732059, 16.848061 | 10038000150001 | Ladda upp en bild av detta fornminne      |
| Tuna 17:1                      | Gravfält                |              | Tuna, Södermanland  |          | 58.753311, 16.856476 | 10038000170001 | Ladda upp en bild av detta fornminne      |
| Flygarbacken (Tuna 21:1)       | Hög                     |              | Tuna, Södermanland  |          | 58.750852, 16.817874 | 10038000210001 | Ladda upp en bild av detta fornminne      |
| Tuna 22:1                      | Gravfält                |              | Tuna, Södermanland  |          | 58.746680, 16.816453 | 10038000220001 | Ladda upp en bild av detta fornminne      |
| Tuna 23:1                      | Hällristning            |              | Tuna, Södermanland  |          | 58.742766, 16.801855 | 10038000230001 | Ladda upp en bild av detta fornminne      |
| Tuna 23:2                      | Hällristning            |              | Tuna, Södermanland  |          | 58.742772, 16.802183 | 10038000230002 | Ladda upp en bild av detta fornminne      |
| Tuna 23:7                      | Hällristning            |              | Tuna, Södermanland  |          | 58.742682, 16.801855 | 10038000230007 | Ladda upp en bild av detta fornminne      |
| Tuna 24:1                      | Hög                     |              | Tuna, Södermanland  |          | 58.741494, 16.805746 | 10038000240001 | Ladda upp en bild av detta fornminne      |
| Krasta ås (Tuna 25:1)          | Gravfält                |              | Tuna, Södermanland  |          | 58.742312, 16.817734 | 10038000250001 | Ladda upp en bild av detta fornminne      |
| Gåskullabacken (Tuna 27:1)     | Gravfält                |              | Tuna, Södermanland  |          | 58.741724, 16.829102 | 10038000270001 | Ladda upp en till bild av detta fornminne |
| Tuna 28:1                      | Hällristning            |              | Tuna, Södermanland  |          | 58.740848, 16.834870 | 10038000280001 | Ladda upp en bild av detta fornminne      |
| Vinbacken (Tuna 29:1)          | Hög                     |              | Tuna, Södermanland  |          | 58.740077, 16.838019 | 10038000290001 | Ladda upp en bild av detta fornminne      |
| Vinbacken (Tuna 29:2)          | Stensättning            |              | Tuna, Södermanland  |          | 58.739638, 16.837863 | 10038000290002 | Ladda upp en bild av detta fornminne      |
| Vinbacken (Tuna 29:3)          | Stensättning            |              | Tuna, Södermanland  |          | 58.739979, 16.837963 | 10038000290003 | Ladda upp en bild av detta fornminne      |
| Tuna 30:1                      | Hög                     |              | Tuna, Södermanland  |          | 58.739873, 16.836922 | 10038000300001 | Ladda upp en bild av detta fornminne      |
| Tuna 30:2                      | Stensättning            |              | Tuna, Södermanland  |          | 58.740023, 16.836323 | 10038000300002 | Ladda upp en bild av detta fornminne      |
| Tuna 32:1                      | Gravfält                |              | Tuna, Södermanland  |          | 58.753824, 16.827544 | 10038000320001 | Ladda upp en bild av detta fornminne      |
| Tuna 33:1                      | Gravfält                |              | Tuna, Södermanland  |          | 58.752652, 16.841020 | 10038000330001 | Ladda upp en bild av detta fornminne      |
| Tuna 35:1                      | Röse                    |              | Tuna, Södermanland  |          | 58.732675, 16.817914 | 10038000350001 | Ladda upp en bild av detta fornminne      |
| Tuna 39:1                      | Stensättning            |              | Tuna, Södermanland  |          | 58.716347, 16.808737 | 10038000390001 | Ladda upp en bild av detta fornminne      |
| Tuna 41:1                      | Stensättning            |              | Tuna, Södermanland  |          | 58.718697, 16.816131 | 10038000410001 | Ladda upp en bild av detta fornminne      |
| Tuna 41:2                      | Stensättning            |              | Tuna, Södermanland  |          | 58.718569, 16.816316 | 10038000410002 | Ladda upp en bild av detta fornminne      |
| Tuna 41:3                      | Stensättning            |              | Tuna, Södermanland  |          | 58.718536, 16.815210 | 10038000410003 | Ladda upp en bild av detta fornminne      |
| Tuna 41:4                      | Stensättning            |              | Tuna, Södermanland  |          | 58.718305, 16.816634 | 10038000410004 | Ladda upp en bild av detta fornminne      |
| Tuna 41:5                      | Stensättning            |              | Tuna, Södermanland  |          | 58.718504, 16.816469 | 10038000410005 | Ladda upp en bild av detta fornminne      |
| Tuna 42:1                      | Gravfält                |              | Tuna, Södermanland  |          | 58.751636, 16.817478 | 10038000420001 | Ladda upp en bild av detta fornminne      |
| Krasta ås (Tuna 43:1)          | Stensättning            |              | Tuna, Södermanland  |          | 58.743822, 16.813526 | 10038000430001 | Ladda upp en bild av detta fornminne      |
| Tuna 44:1                      | Hällristning            |              | Tuna, Södermanland  |          | 58.730298, 16.837031 | 10038000440001 | Ladda upp en bild av detta fornminne      |
| Tuna 45:1                      | Stensättning            |              | Tuna, Södermanland  |          | 58.718295, 16.810694 | 10038000450001 | Ladda upp en bild av detta fornminne      |
| Tuna 45:2                      | Stensättning            |              | Tuna, Södermanland  |          | 58.718068, 16.810892 | 10038000450002 | Ladda upp en bild av detta fornminne      |
| Tuna 48:1                      | Stensättning            |              | Tuna, Södermanland  |          | 58.717624, 16.813828 | 10038000480001 | Ladda upp en bild av detta fornminne      |
| Tuna 50:1                      | Hällristning            |              | Tuna, Södermanland  |          | 58.741728, 16.815258 | 10038000500001 | Ladda upp en bild av detta fornminne      |
| Tuna 50:2                      | Hällristning            |              | Tuna, Södermanland  |          | 58.741765, 16.815195 | 10038000500002 | Ladda upp en bild av detta fornminne      |
| Tuna 72:1                      | Gravklot                |              | Tuna, Södermanland  |          | 58.734966, 16.863622 | 10038000720001 | Ladda upp en bild av detta fornminne      |
| Tuna 73:1                      | Hällristning            |              | Tuna, Södermanland  |          | 58.737351, 16.861501 | 10038000730001 | Ladda upp en bild av detta fornminne      |
| Sö 50 (Tuna 82:1)              | Runristning             |              | Tuna, Södermanland  | Jogersta | 58.740649, 16.856963 | 10038000820001 | Ladda upp en till bild av detta fornminne |
| Tuna 84:1                      | Hällristning            |              | Tuna, Södermanland  |          | 58.738406, 16.875251 | 10038000840001 | Ladda upp en bild av detta fornminne      |
| Tuna 85:1                      | Hällristning            |              | Tuna, Södermanland  |          | 58.737387, 16.864093 | 10038000850001 | Ladda upp en bild av detta fornminne      |
| Tuna 85:2                      | Hällristning            |              | Tuna, Södermanland  |          | 58.737362, 16.864211 | 10038000850002 | Ladda upp en bild av detta fornminne      |
| Tuna 86:1                      | Hällristning            |              | Tuna, Södermanland  |          | 58.738587, 16.860115 | 10038000860001 | Ladda upp en bild av detta fornminne      |
| Tuna 86:2                      | Hällristning            |              | Tuna, Södermanland  |          | 58.738587, 16.860115 | 10038000860002 | Ladda upp en bild av detta fornminne      |
| Tuna 96:1                      | Hällristning            |              | Tuna, Södermanland  |          | 58.737036, 16.836569 | 10038000960001 | Ladda upp en bild av detta fornminne      |
| Tuna 114:1                     | Stensättning            |              | Tuna, Södermanland  |          | 58.718934, 16.811444 | 10038001140001 | Ladda upp en bild av detta fornminne      |
| Tuna 115:1                     | Stensättning            |              | Tuna, Södermanland  |          | 58.721100, 16.809765 | 10038001150001 | Ladda upp en bild av detta fornminne      |
| Slaggstugorna (Tuna 124:1)     | Lägenhetsbebyggelse     |              | Tuna, Södermanland  |          | 58.732031, 16.841365 | 10038001240001 | Ladda upp en bild av detta fornminne      |
| Tuna 140:1                     | Stensättning            |              | Tuna, Södermanland  |          | 58.758169, 16.845829 | 10038001400001 | Ladda upp en bild av detta fornminne      |
| Tuna 159                       | Gravfält                |              | Tuna, Södermanland  |          | 58.707450, 16.848463 | 12000000018034 | Ladda upp en bild av detta fornminne      |
| Christiarns slätten (Tuna 261) | Lägenhetsbebyggelse     |              | Tuna, Södermanland  |          | 58.721230, 16.884822 | 12000000050605 | Ladda upp en bild av detta fornminne      |
| Tuna 276                       | Lägenhetsbebyggelse     |              | Tuna, Södermanland  |          | 58.723301, 16.844855 | 12000000050623 | Ladda upp en bild av detta fornminne      |